# Joe Mattock
Joseph William "Joe" Mattock (född 15 maj 1990 i England, Leicester) är en engelsk fotbollsspelare. Mattock spelar vanligtvis som vänsterback men kan även spela mittback. För tillfället är han kontrakterad av Rotherham United. Joe Mattock har representerat Englands ungdomslag i nästan alla åldrar.